# Sean’s Bar

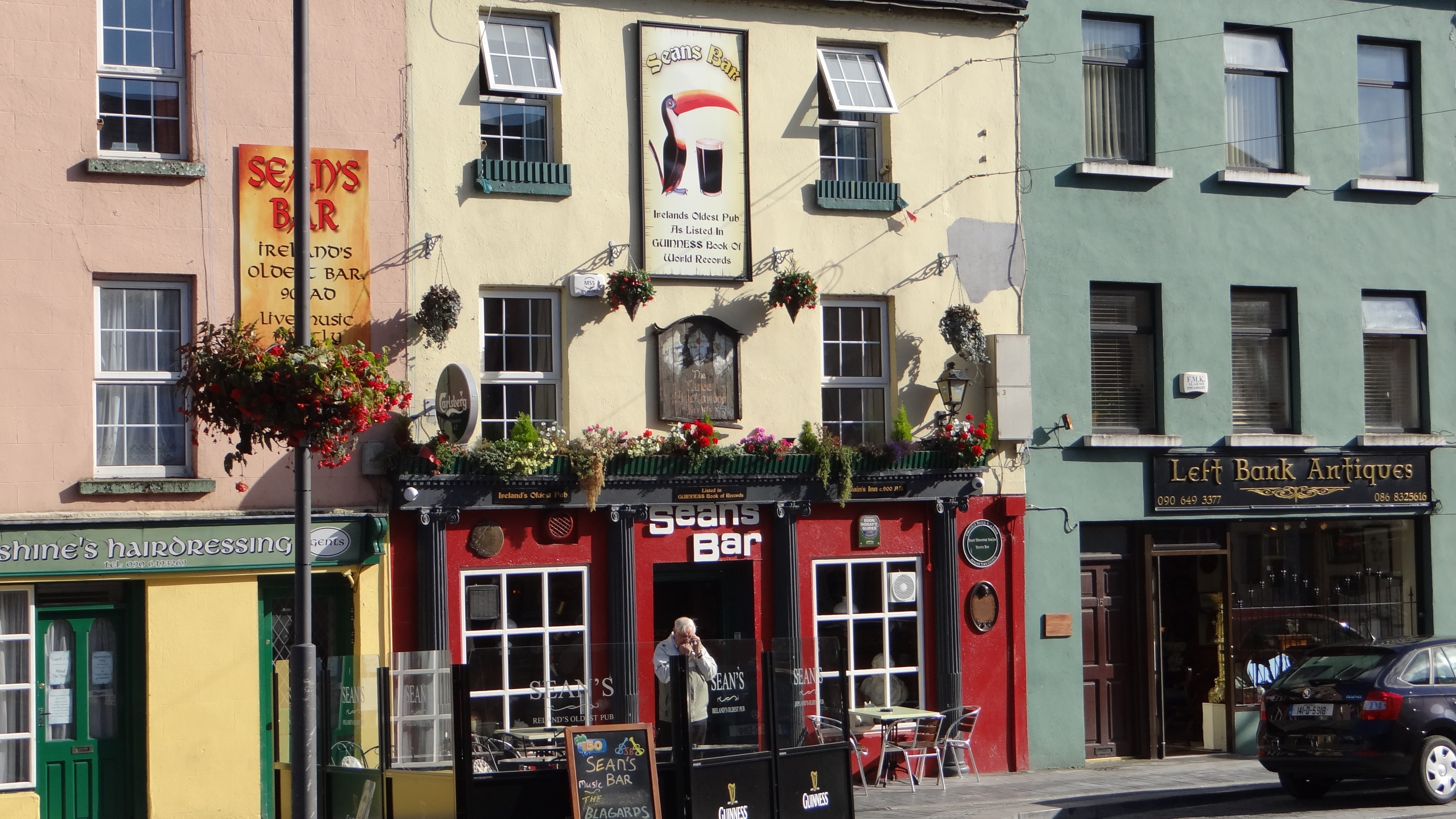
Sean’s Bar (2014)

Sean’s Bar ist ein Pub in der irischen Stadt Athlone. Er wurde um das Jahr 1725 als Gasthof erbaut. Ursprünglich trug er den Namen The Three Blackamoor Heads.
Sean’s Bar beansprucht für sich, nicht nur die älteste Bar in Irland, sondern der ganzen Welt zu sein. Dies wurde vom Guinness-Buch der Rekorde „bestätigt“. Das angebliche Gründungsdatum 900 ist jedoch unbegründet.